# Johnny Fischer
John „Johnny“ Fischer, Pseudonym Andy Fisher, geboren als Johann Ernst Fischer (* 3. Mai 1930 in Wien) ist ein österreichischer Bassist des Modern Jazz, Sänger und Musikproduzent.

## Leben und Wirken
Fischer,  der 1939 mit dem letzten Kindertransport – er war damals vermeintlich jüdischer Herkunft – nach Großbritannien kam, wuchs in England auf. Er kam 1946 wieder nach Österreich zurück. Zusammen mit Uzzi Förster lernte er Cembalo, studierte von 1947 bis 1950 am Konservatorium Wien und trat ab 1951 als Berufsmusiker in US-amerikanischen Clubs in Österreich, ab 1952 in Deutschland auf und wechselte dann zum Kontrabass. Von 1954 bis 1955 spielte er bei Helmut Weglinski, von 1954 bis 1956 bei Hans Koller. 1956 arbeitete er beim Südwestfunk in Baden-Baden sowie von 1957 bis 1961 bei Kurt Edelhagen beim WDR. Er nahm auch mit Attila Zoller (1956), Heinz Kretschmar, Paul Kuhn, Ulrik Neumann und Jonny Teupen auf. Nach 1962 arbeitete er vorwiegend als Studiomusiker und Arrangeur in Köln. Er schrieb eine Anleitung zur Improvisation für Bass (Schott, Mainz, 1967). In den späten 1960er Jahren war er als Andy Fisher mit seinen skurrilen, deutsch-englischen Liedern im deutschen Sprachraum erfolgreich. In den 1970er Jahren war er Manager von Konstantin Wecker und arrangierte auch einige seiner Aufnahmen. Er produzierte auch Alben von Jürgen von der Lippe und Hanns Dieter Hüsch.

## Diskografie (Auswahl)
Alle hier gelisteten Veröffentlichungen erschienen unter dem Namen Andy Fisher.

| Jahr | Titel Album           | Höchstplatzierung, Gesamtwochen, AuszeichnungChartplatzierungen (Jahr, Titel, Album, Platzierungen, Wochen, Auszeichnungen, Anmerkungen) | Höchstplatzierung, Gesamtwochen, AuszeichnungChartplatzierungen (Jahr, Titel, Album, Platzierungen, Wochen, Auszeichnungen, Anmerkungen) | Anmerkungen |
| Jahr | Titel Album           | DE | AT | Anmerkungen |
| ---- | --------------------- | --- | --- | ----------- |
| 1966 | Oh, Oh What A Kiss    | DE20 (8 Wo.)DE | — |             |
| 1966 | Mr. Cannibal          | DE21 (12 Wo.)DE | — |             |
| 1967 | A Man In The Woods    | DE25 (14 Wo.)DE | AT6 (16 Wo.)AT |             |
| 1967 | Der Babyspeck ist weg | DE24 (4 Wo.)DE | — |             |

Weitere Singles
- 1966: Computer Nr. 9 (B-Seite von "Mr Cannibal")